# Francis Bertie
Francis Leveson Bertie (ur. 17 sierpnia 1844 w Wytham Abbey w Berkshire, zm. 26 września 1919 w Londynie) – brytyjski arystokrata i dyplomata, młodszy syn Montagu Bertiego, 6. hrabiego Abingdon i Eizabeth Vernon-Harcourt, córki George’a Vernon-Harcourta.

## Życiorys
Wykształcenie odebrał w Eton College, po czym przystąpił do egzaminu na posadę w Foreign Office, który zdał w 1863 r. W latach 1874–1880 był parlamentarnym prywatnym sekretarzem Roberta Bourke’a, podsekretarza stanu w Foreign Office. W 1878 r. został drugim sekretarzem brytyjskiej misji dyplomatycznej na kongres w Berlinie. W kolejnych latach pełnił funkcję starszego urzędnika w ministerstwie i asystenta podsekretarza stanu w Foreign Office. Na tym drugim stanowisku przebywał do 1903 r., kiedy został mianowany ambasadorem Zjednoczonego Królestwa w Rzymie. Przebywał tam do 1905 r., kiedy to przeniesiono go na placówkę do Paryża.
Głównym zadaniem Bertiego we Francji było utrzymanie "serdecznego przymierza" zawartego w 1904 r. Już niedługo po objęciu urzędu musiał stawić czoło kryzysowi marokańskiemu (wykorzystując osłabienie sojuszniczki Francji, Rosji, po wojnie z Japonią, cesarz niemiecki Wilhelm II przybył 31 marca 1905 r. do Maroka, które było protektoratem francuskim, do którego Niemcy rościły sobie prawa). 22 kwietnia poinformował władze francuskie, że rząd Jego Królewskiej Mości stanie po stronie Francji, jeśli dojdzie do zbrojnego konfliktu z Niemcami. Bertie zaangażował się również w działania dyplomatyczne, które doprowadziły do podpisania 7 kwietnia 1906 r. traktatu w Algeciras, który pozostawiał Maroko we francuskiej strefie wpływów, ale jednocześnie nakładał na Maroko obowiązek prowadzenia polityki "otwartych drzwi".
Podczas europejskiego kryzysu wywołanego aneksją Bośni i Hercegowiny przez Austro-Węgry w październiku 1908 r. działał na rzecz nieangażowania się w sprawy bałkańskie, co wywołało jego konflikt z rosyjskimi dyplomatami, domagającymi się radykalnych działań. Bertie popierał działania francuskie podczas II kryzysu marokańskiego w 1911 r. Przeciwdziałał również akcjom niemieckiej dyplomacji, która chciała doprowadzić do zerwania francusko-brytyjskiego sojuszu. Swoimi działaniami zyskał sobie wielu przeciwników, ale potrafił też nawiązać sojusze z francuskimi politykami różnych obozów.
Po wybuchu I wojny światowej pełnił rolę nieoficjalnego łącznika między rządami Francji a Wielkiej Brytanii. W kwietniu 1918 r. zrezygnował ze stanowiska ambasadora z powodu złego stanu zdrowia. Paryż opuścił w czerwcu 1918 r. Zmarł w Londynie po krótkiej chorobie w 1919 r.
Bertie był kawalerem wielu orderów i odznaczeń. W 1902 został odznaczony Krzyżem Komandorskim Orderu Łaźni, w 1904 Krzyżem Wielkim Orderu Świętego Michała i Świętego Jerzego, a w 1908 r. Krzyżem Wielkim Orderu Łaźni. Od 1903 był członkiem Tajnej Rady. Był również kawalerem Legii Honorowej. W 1915 r. otrzymał parowski tytuł barona Bertie of Thame, który w 1918 r. został podniesiony do rangi wicehrabiego.
Lord Grey of Faldon napisał o Bertiem: Jego praca i pozycja jaką sobie wypracował na stanowisku ambasadora w Paryżu przyniosła wiele korzyści Zjednoczonemu Królestwu. W rzeczy samej, jego osobowość na tym trudnym i delikatnym stanowisku wiele dobrego zdziałała na rzecz umocnienia brytyjsko-francuskiego sojuszu w latach trudnych i pełnych kryzysów (...). Wierzył, że sojusz z Francją jest nie tylko doraźną korzyścią, ale może zdziałać wiele dobrego dla Wielkiej Brytanii, Francji i całej Europy.

## Życie prywatne
11 kwietnia 1874 r. w Draycott w Staffordshire, poślubił lady Feodorownę Cecilię Wellesley (1838–1920), córkę Henry’ego Wellesleya, 1. hrabiego Cowley i Olivii FitzGerald-de Ros, córki lorda Henry’ego FitzGeralda. Francis i Feodorowna mieli razem jednego syna:
- Vere Frederick Bertie (1878–1954]), 2. wicehrabia Bertie of Thame